# FC Herderen-Millen
FC Herderen-Millen is een Belgische voetbalclub uit Millen. De club is aangesloten bij de KBVB met stamnummer 9494 en heeft rood en geel als kleuren. De club ontstond in 2006 en speelt in de provinciale reeksen.

## Geschiedenis
In 2006 verdween in de gemeente Riemst voetbalclub Hedera Millen, dat opging in SK Tongeren. Ook een andere club uit de gemeente, FC Membruggen, hield het voor bekeken. Ook FC Herderen was jaren eerder al verdwenen in fusieclub Hedera Millen. In 1990 was bij dat FC Herderen Bert van Marwijk aan het begin van zijn carrière gestart als voetbalcoach, maar hij degradeerde er meteen van Tweede naar Derde Provinciale. De club fusioneerde in 2000 met Millen VV tot Hedera Millen.
In 2006 werd een nieuw FC Herderen opgericht. Deze club sloot zich aan bij de Belgische Voetbalbond, kreeg er stamnummer 9494 en ging van start in Vierde Provinciale, het allerlaagste niveau. In 2010 werd Herderen er kampioen in zijn reeks en zo promoveerde de club vier jaar na oprichting voor het eerst naar Derde Provinciale. De club zou verhuizen naar terreinen in Millen. In 2011 wijzigde de club haar naam in FC Herderen-Millen.